# عشق خونین (فیلم)
عشق خونین (انگلیسی: Bleeding Love) یک فیلم درام آمریکایی محصول سال ۲۰۲۳ با بازی غیر تخیلی پدر و دختر ایوان مک‌گرگور و کلارا مک‌گرگور است. این فیلم به کارگردانی اما وستنبرگ در نخستین تجربهٔ فیلم بلندش، توسط روبی کستر از داستانی غیراقتباسی اثر کستر، کلارا مک‌گرگور و ورا بولدر نوشته شد. این فیلم نخستین نمایش جهانی خود را در جشنواره جنوب از جنوب غربی در ۱۱ مارس ۲۰۲۳ با عنوان تو بلندتر بخوان، من بلندتر می‌خوانم داشت و در ۱۶ فوریه ۲۰۲۴ توسط ورتیکال انترتینمنت اکران شد.

## داستان
پدری مخفیانه دختر جدا شده خود را پس از مصرف بیش از حد دارو با آگاهی از اینکه او مشکلات اعتیاد خود را به ارث برده‌است و پس از اینکه او خانواده جدیدی در جای دیگری تشکیل داده‌است، به بازپروری می‌برد.

## بازیگران
- کلارا مک‌گرگور در نقش دختر
- ایوان مک‌گرگور در نقش پدر
- کیم زیمر در نقش السی
- جیک ویری در نقش کیپ
- دوین مک‌داول در نقش دختر جوان
- ورا بولدر در نقش تامی

## بازخورد
در وبگاه جمع‌آوری نقد راتن تومیتوز، ٪۵۲ از ۲۳ بررسی منتقدان مثبت است و میانگینِ امتیاز آن ۵٫۷/۱۰ است.
منتقد اسکرین اینترنشنال نوشت که مک‌گرگور «اصالت با تجربه‌ای را به این داستان می‌آورد».